# 시사탱크 김광일입니다
《시사탱크 김광일입니다》는 대한민국의 종합편성채널인 TV조선의 시사 프로그램이다.

## 구성
- 오프닝
- 출연자 소개
- 탱크정론
- 클로징

## 방송 시간
현재 방송 시간은 2015년 7월 6일을 기준으로 한다.
| 방송 채널 | 방송 기간                        | 방송 시간                               |
| --------- | -------------------------------- | --------------------------------------- |
| TV조선    | 2012년 6월 4일 ~ 2014년          | 매주 평일 오후 4시 50분                 |
| TV조선    | 2014년 9월 ~ 2015년 7월 3일      | 매주 평일 오후 4시 30분 ~ 저녁 6시 10분 |
| TV조선    | 2015년 7월 6일 ~ 2016년 3월 18일 | 매주 평일 오후 4시 ~ 5시 30분           |

## 그 외TV조선의 시사 프로그램
- 정치부장 이하원의 시사Q
- 이슈 해결사 박대장
- 정치 옥타곤

## 경쟁 프로그램

### 지상파
- MBC 이브닝 뉴스 (MBC TV)
- KBS 뉴스 5 (KBS 1TV)
- SBS 뉴스퍼레이드 (SBS TV)
- OBS 뉴스&이슈 (OBS경인TV)

### 종합편성
- 쾌도난마 (채널A)
- 뉴스&이슈 (MBN)
- 보고합니다 5시 정치부 회의 (JTBC)